# Veckersviller
Veckersviller – miejscowość i gmina we Francji, w regionie Grand Est, w departamencie Mozela.
Według danych na rok 1990 gminę zamieszkiwały 222 osoby, a gęstość zaludnienia wynosiła 46 osób/km² (wśród 2335 gmin Lotaryngii Veckersviller plasuje się na 823. miejscu pod względem liczby ludności, natomiast pod względem powierzchni na miejscu 1025.).